# Knautia dobrogensis
Knautia dobrogensis är en tvåhjärtbladig växtart som beskrevs av Iuliu Prodan. Knautia dobrogensis ingår i släktet åkerväddar, och familjen Dipsacaceae. Inga underarter finns listade i Catalogue of Life.